# Mistrzostwa Europy Juniorów w Biathlonie 2019
Mistrzostwa Europy Juniorów w biathlonie w 2019 odbyły się w dniach 6–10 marca w norweskim Sjusjøen.

## Terminarz startów[1]
| Data     | Czas  | Konkurencja                  | Dystans               |
| -------- | ----- | ---------------------------- | --------------------- |
| 6 marca  | 10:00 | Bieg indywidualny juniorów   | 15 km                 |
| 6 marca  | 13:30 | Bieg indywidualny juniorek   | 12,5 km               |
| 7 marca  | 10:00 | Pojedyncza sztafeta mieszana | 6 km + 7,5 km         |
| 7 marca  | 13:00 | Sztafeta mieszana            | 2 × 6 km + 2 × 7,5 km |
| 9 marca  | 10:00 | Sprint juniorów              | 10 km                 |
| 9 marca  | 13:00 | Sprint juniorek              | 7,5 km                |
| 10 marca | 10:00 | Bieg pościgowy juniorów      | 12,5 km               |
| 10 marca | 13:00 | Bieg pościgowy juniorek      | 10 km                 |

## Klasyfikacja medalowa
| Lp.                    | Kraj                   | Złoto | Srebro | Brąz | Razem |
| 1.                     | Niemcy                 | 3     | 2      | 4    | 9     |
| 2.                     | Francja                | 2     | 1      | 0    | 3     |
| 3.                     | Rosja                  | 2     | 0      | 1    | 3     |
| 4.                     | Norwegia               | 1     | 3      | 0    | 4     |
| 5.                     | Szwecja                | 0     | 1      | 1    | 2     |
| 6.                     | Szwajcaria             | 0     | 1      | 0    | 1     |
| 7.                     | Włochy                 | 0     | 0      | 1    | 2     |
| 7.                     | Słowenia               | 0     | 0      | 1    | 1     |
| Suma (8 reprezentacji) | Suma (8 reprezentacji) | 8     | 8      | 8    | 24    |

## Wyniki

### Mężczyźni

#### Bieg indywidualny 15 km[2]
| Pozycja | Zawodnik      | Reprezentacja | Pudła   | Wynik   |
| ------- | ------------- | ------------- | ------- | ------- |
| złoto   | Tim Grotian   | Niemcy        | 0+0+0+0 | 40:33.4 |
| srebro  | Vebjørn Sørum | Norwegia      | 0+1+0+0 | 40:56.8 |
| brąz    | Alex Cisar    | Słowenia      | 0+0+0+0 | 41:27.6 |

#### Sprint 10 km[3]
| Pozycja | Zawodnik              | Reprezentacja | Pudła | Wynik   |
| ------- | --------------------- | ------------- | ----- | ------- |
| złoto   | Sivert Guttorm Bakken | Norwegia      | 0+0   | 24:48.1 |
| srebro  | Tim Grotian           | Niemcy        | 0+0   | 24:55.6 |
| brąz    | Tommaso Giacomel      | Włochy        | 0+0   | 25:12.7 |

#### Bieg pościgowy 12,5 km[4]
| Pozycja | Zawodnik              | Reprezentacja | Pudła   | Wynik   |
| ------- | --------------------- | ------------- | ------- | ------- |
| złoto   | Julian Hollandt       | Niemcy        | 0+0+2+0 | 36:23.5 |
| srebro  | Sivert Guttorm Bakken | Norwegia      | 1+1+2+2 | 36:38.3 |
| brąz    | Tim Grotian           | Niemcy        | 0+1+4+1 | 36:45.6 |

### Kobiety

#### Bieg indywidualny 12,5 km[5]
| Pozycja | Zawodniczka      | Reprezentacja | Pudła   | Wynik   |
| ------- | ---------------- | ------------- | ------- | ------- |
| złoto   | Camille Bened    | Francja       | 0+0+0+0 | 40:09.2 |
| srebro  | Amanda Lundström | Szwecja       | 0+0+0+0 | 40:14.7 |
| brąz    | Franziska Pfnür  | Niemcy        | 0+0+1+0 | 40:38.9 |

#### Sprint 7,5 km[6]
| Pozycja | Zawodniczka       | Reprezentacja | Pudła | Wynik   |
| ------- | ----------------- | ------------- | ----- | ------- |
| złoto   | Camille Bened     | Francja       | 0+0   | 21:58.0 |
| srebro  | Gilonne Guigonnat | Francja       | 0+0   | 22:00.4 |
| brąz    | Juliane Frühwirt  | Niemcy        | 0+1   | 22:13.1 |

#### Bieg pościgowy 10 km[7]
| Pozycja | Zawodniczka         | Reprezentacja | Pudła   | Wynik   |
| ------- | ------------------- | ------------- | ------- | ------- |
| złoto   | Juliane Frühwirt    | Niemcy        | 0+1+1+1 | 32:14.8 |
| srebro  | Hanna Kebinger      | Niemcy        | 1+0+3+0 | 32:25.5 |
| brąz    | Anastasija Kajszewa | Rosja         | 1+0+1+2 | 32:36.6 |

### Pojedyncza sztafeta mieszana 6 km + 7,5 km[8]
| Pozycja | Zawodnicy                         | Reprezentacja | Pudła   | Wynik   |
| ------- | --------------------------------- | ------------- | ------- | ------- |
| złoto   | Ksienija Dowgaja Igor Malinowskij | Rosja         | 0+5 0+5 | 42:47.8 |
| srebro  | Amy Baserga Sebastian Stalder     | Szwajcaria    | 1+5 0+6 | 42:54.7 |
| brąz    | Amanda Lundström Henning Sjökvist | Szwecja       | 0+1 0+6 | 43:09.8 |

### Sztafeta mieszana 4×6km[9]
| Pozycja | Zawodnicy                                                                        | Reprezentacja | Pudła   | Wynik     |
| ------- | -------------------------------------------------------------------------------- | ------------- | ------- | --------- |
| złoto   | Anastasija Goriejewa Alina Klewcowa Aleksandr Biektuganow Said Karimułła Chalili | Rosja         | 0+4 0+8 | 1:18:06.8 |
| srebro  | Hilde Fosse Randi Sollid Nordvang Vebjørn Sørum Sivert Guttorm Bakken            | Norwegia      | 0+4 0+8 | 1:18:44.0 |
| brąz    | Hanna Kebinger Juliane Frühwirt Tim Grotian Julian Hollandt                      | Niemcy        | 0+4 1+8 | 1:19:12.1 |